# Dania Beach
Dania Beach è una città degli Stati Uniti, nella Contea di Broward, in Florida.

## Società

### Evoluzione demografica
Secondo il censimento del 2000, vi erano 20.061 persone, 9.012 abitazioni e 4.866 famiglie residenti in città.
Nel 2000, i parlanti inglese come lingua madre ammontavano al 76,85% dei residenti, mentre lo spagnolo era al 12,38%, il francese al 4,88%, il creolo haitiano all'1,94%, l'italiano all'1,36% e l'arabo allo 0,8% della popolazione.
Sempre al 2000, Dania Beach aveva la 127° più alta percentuale di residenti cubani negli Stati Uniti, l'1,69% della popolazione della città (insieme a Fort Lauderdale e Parkland).